# Шепард, Мэри
Мэ́ри Элино́р Дже́сси Ше́пард (англ. Mary Eleanor Jessie Shepard; 25 декабря 1909 года, Уонерш, Суррей — 4 сентября 2000 года, Лондон) — английская художница, иллюстратор, наиболее известная рисунками к серии книг Памелы Трэверс о Мэри Поппинс. Младшая дочь английского иллюстратора Эрнеста Шеппарда.

## Биография
Родилась на Рождество 1909 года; в это время её отец, начинающий иллюстратор, только приобретал известность. В детстве она встречалась с маленьким Кристофером Робином и играла с ним, когда в 1926 году отец взял Мэри и её брата Грэхема в гости к Алану Милну, с которым они обсуждали иллюстрации к «Винни-Пуху».
Окончила Школу искусств Слейда (англ. Slade School of Art) при Университетском колледже Лондона.
Когда к печати готовилась первая книга Мэри Поппинс, Эрнест Шеппард был уже известен как иллюстратор книг «Винни-Пух» и «Ветер в ивах», и его хотели пригласить для оформления книги Памелы Трэверс. Однако Шепард был слишком занят другими проектами, и Трэверс случайно обратила внимание на рождественскую открытку, оформленную Мэри. Её стиль понравился писательнице, и в 1934 году Мэри Шеппард, которой было 23 года, проиллюстрировала первую книгу про Мэри Поппинс, а потом и все её продолжения вплоть до 1988 года. Стиль Мэри Поппинс на иллюстрациях Шеппард был использован и при создании кинообраза для классической экранизации 1964 года.
В 1937 году вышла замуж за Э. В. Нокса (англ. E.V. Knox), редактора журнала «Панч» и коллегу её отца; от первого брака у Нокса была дочь Пенелопа Мэри, позже получившая известность как писательница Пенелопа Фицджеральд.
В 1966 году, продолжив дело своего отца, проиллюстрировала рассказ Алана Милна «Принц Кролик и Принцесса-Несмеяна» (англ. Prince Rabbit and the Princess Who Could Not Laugh).